# Hyla (skała)
Hyla – skała w Morsku w województwie śląskim, w powiecie zawierciańskim, w gminie Włodowice. Pod względem geograficznym znajduje się na Wyżynie Częstochowskiej. Licznie na niej występujące ostańce to skały wapienne.
Hyla znajduje się na obrzeżu niewielkiego lasu, na tym samym wzniesieniu co Okiennik Mały. Dawniej znajdowała się na granicy pól uprawnych, te jednak od dawna nieuprawiane zarastają lasem, wskutek czego Hyla staje się coraz mniej widoczna. Jest to podłużny ostaniec wapienny o silnie przewieszonej południowej ścianie. Nieco powyżej Hyli znajduje się druga, mniejsza skała.

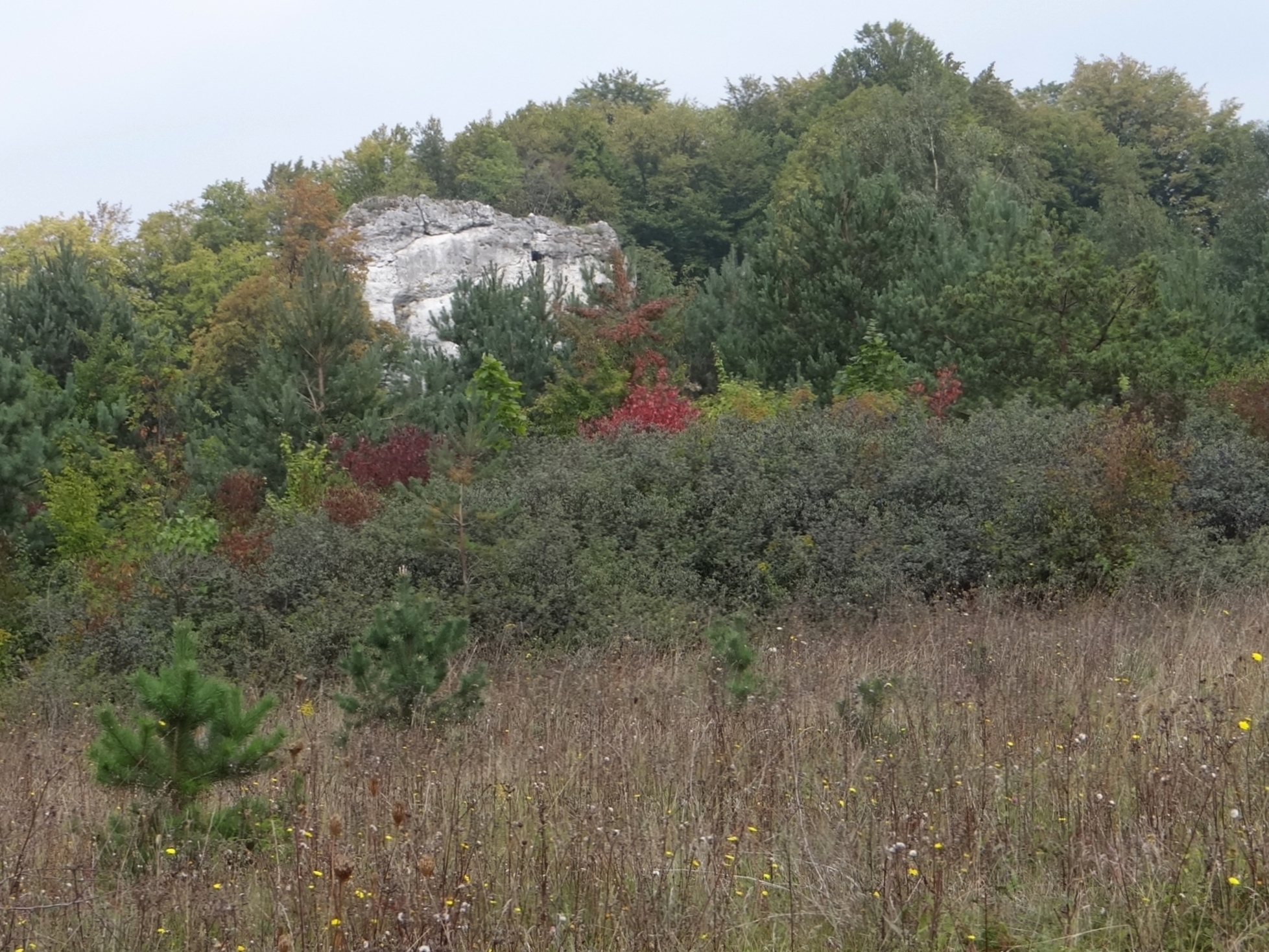
Hyla
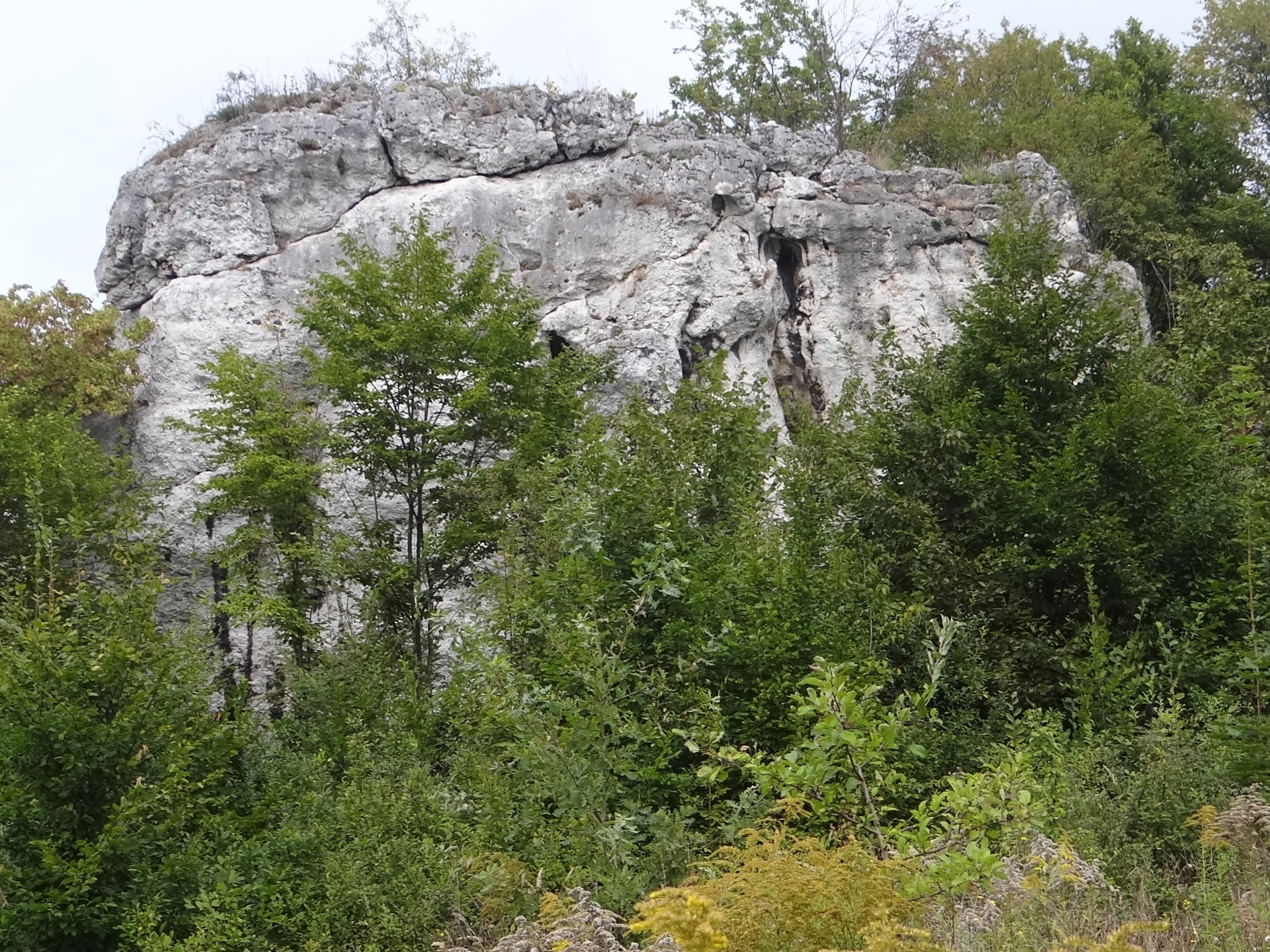
Hyla
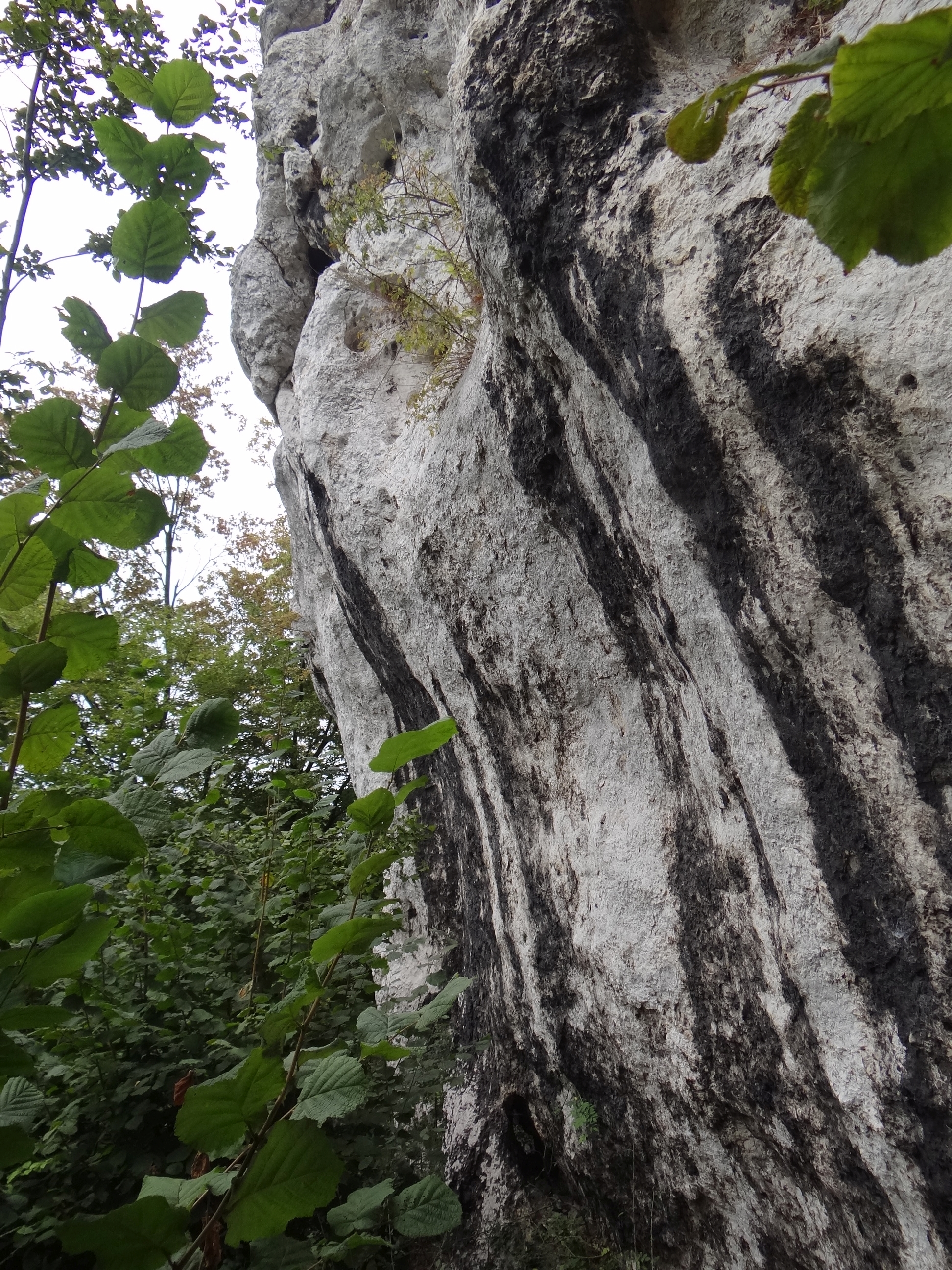
Południowa ściana Hyli
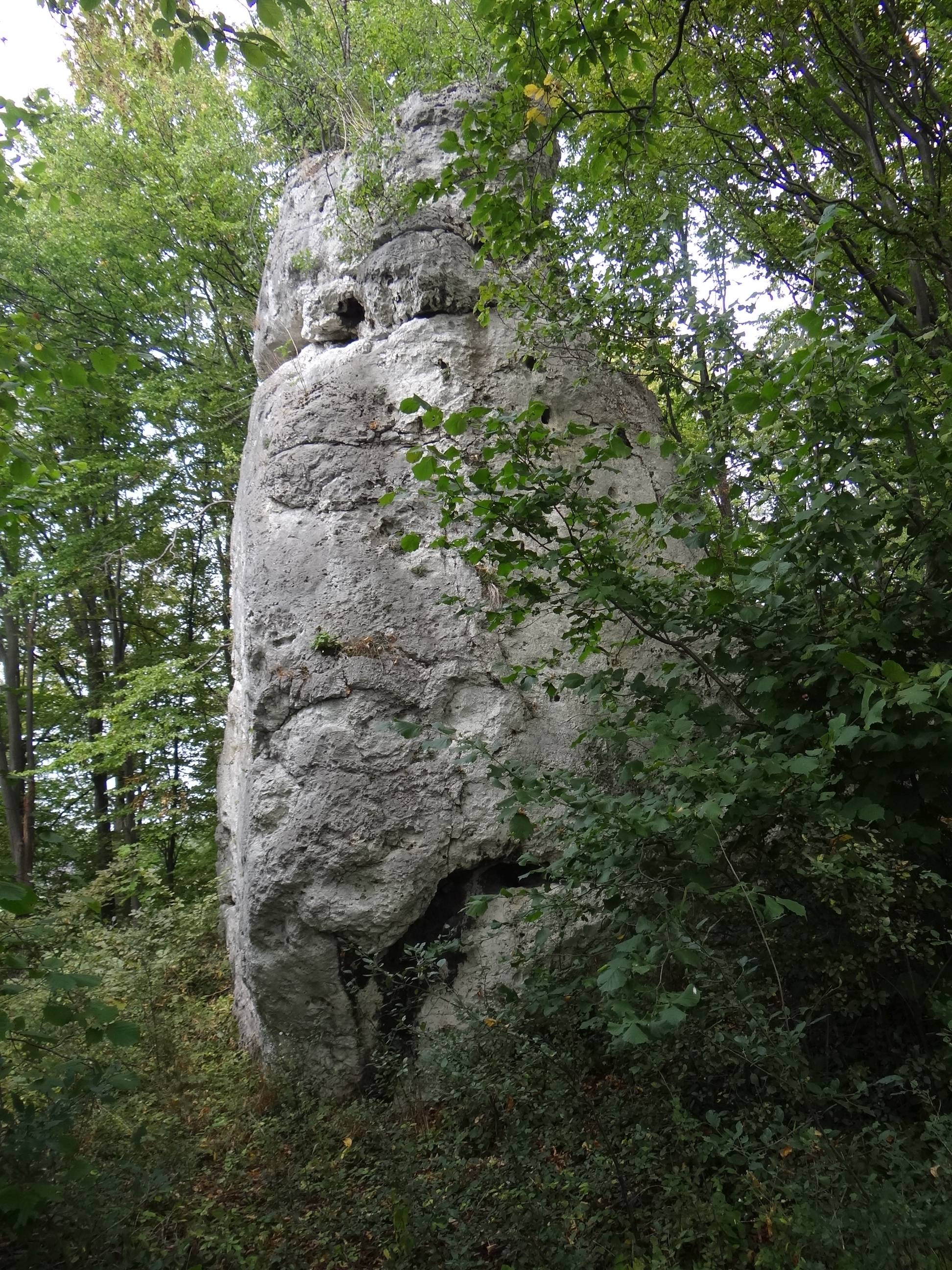
Skała powyżej Hyli
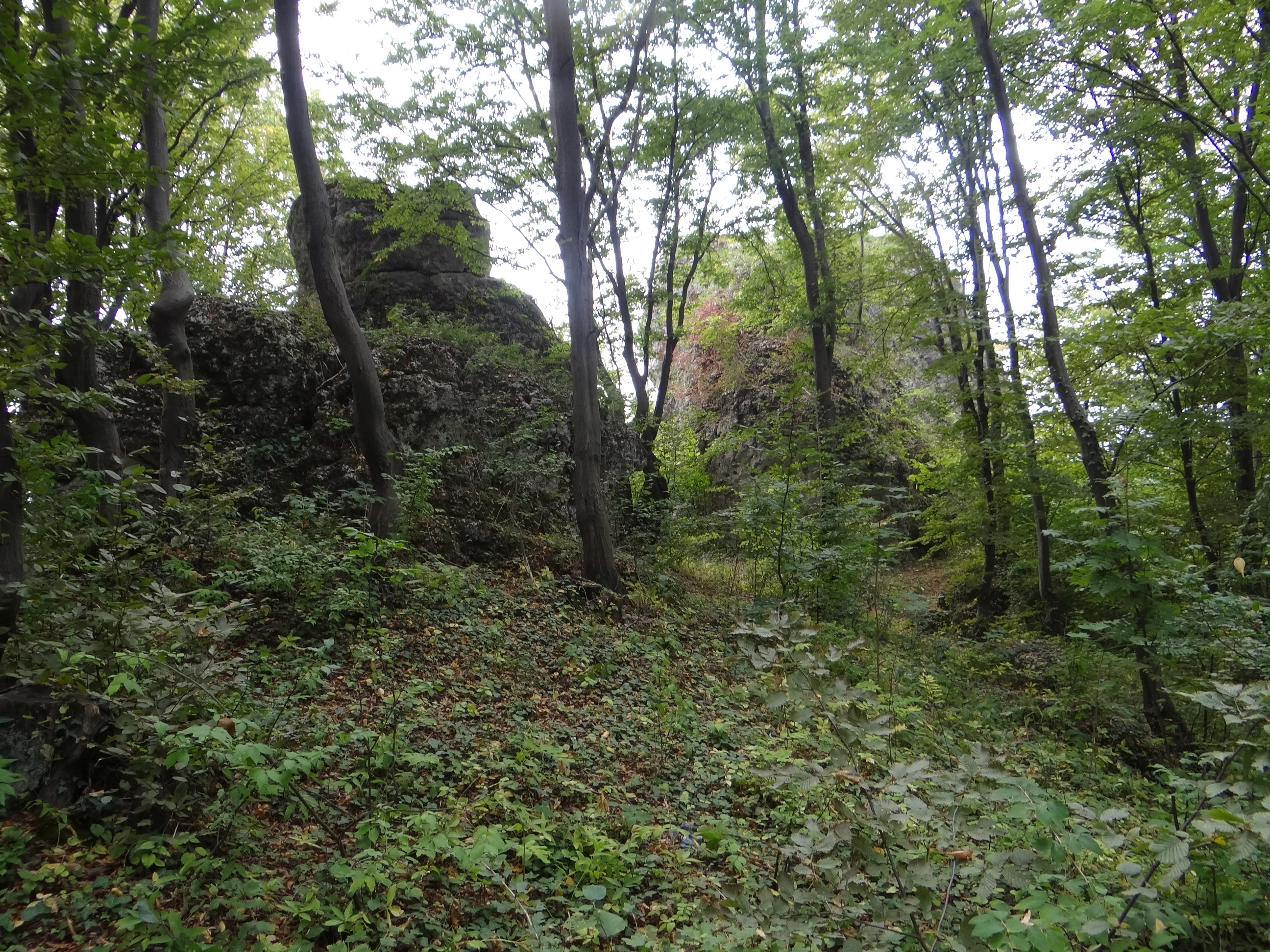
Hyla i druga skała